# Schouwburg Cuijk
De  Schouwburg Cuijk  is een theater in de Nederlandse plaats Cuijk. De schouwburg bevindt zich aan de Grotestraat 62-64 en dateert uit 1956-1957 en werd ingrijpend verbouwd in 2013-2015.

## Geschiedenis
In 1880 werd aan de Grote Straat 62-66 een fraterhuis gebouwd. In 1900 besloten deze fraters hun school uit te breiden met een parochiezaal met podium. Cuijk zat namelijk verlegen om een patronaatsgebouw, met name voor de opvang van de jeugdbeweging. De nieuwe naam voor het complex werd 'St.Jozefvereniging'. In 1907 kwam er nog een aantal vierkante meters bij waardoor toneeluitvoeringen mogelijk werden.
Na de Tweede Wereldoorlog wees het Rijk de gemeente Cuijk en Sint Agatha aan als regionale ontwikkelingskern. Cuijk kwam door deze regeling in aanmerking voor subsidies voor het aantrekken van bedrijven en het opzetten van sociale voorzieningen.
in 1954 werd door burgemeester Louis Janssen een initiatiefgroep opgericht voor een regionaal theater. De fraters verhuisden in 1957 naar de Graaf Hermanstraat waar zij een huis hadden laten bouwen. In opdracht van de gemeente, werd in de jaren 1956-1957 het voormalige fraterhuis verbouwd tot een theaterzaal met 556 zitplaatsen.  De jaren na de opening groeide het bezoekersaantal en het aantal voorstellingen gestaag.
De schouwburg werd met steun van het Rijk in 1987 omgebouwd tot een functioneel cultuurcentrum. Het Architectenbureau De Twee Snoeken en de bouwfirma lieten na de ingrijpende renovatie in de foyer een kunstwerk plaatsen: de ingedrukte stenen met het opschrift ‘Poeh Poeh’.
In 1993 werd een nieuwe vleugel toegevoegd aan het gebouw met daarin een bioscoopzaal en een museum.
Tijdens de renovatie van 2013-2015 werd het gebouw tot de grond toe afgebroken en kwam er een modern, karakteristiek theatergebouw, naar ontwerp van architect Wim Kol. Hij liet zich hierbij inspireren door De Stijl en Bauhaus. Bij het Fraterhuis werd de bakstenen gevel weer in ere hersteld. 
De zaal werd uitgebreid naar 660 zitplaatsen, en er kwam een multifunctioneel Schouwkaffee dat ook als kleine zaal gebruikt kan worden. In de foyer is een theatercafé gevestigd. In het aanpalende voormalige fraterhuis is een café-restaurant gehuisvest.
Sinds 2023 zijn ook de bibliotheek en kunstuitleen in het gebouw gevestigd, samen met de schouwburg vormen zij het 'Huis van Cuijk'.

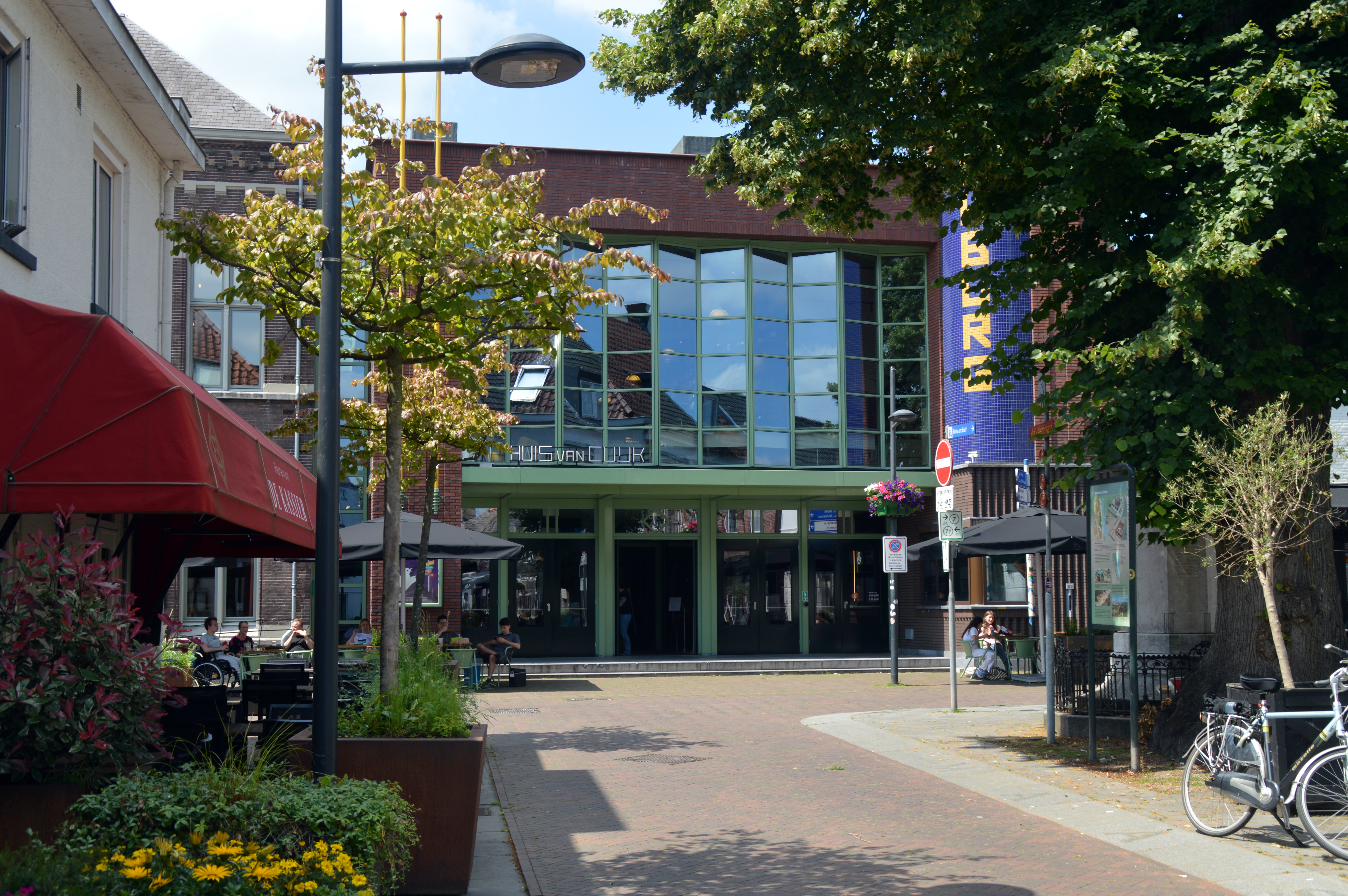
Entree
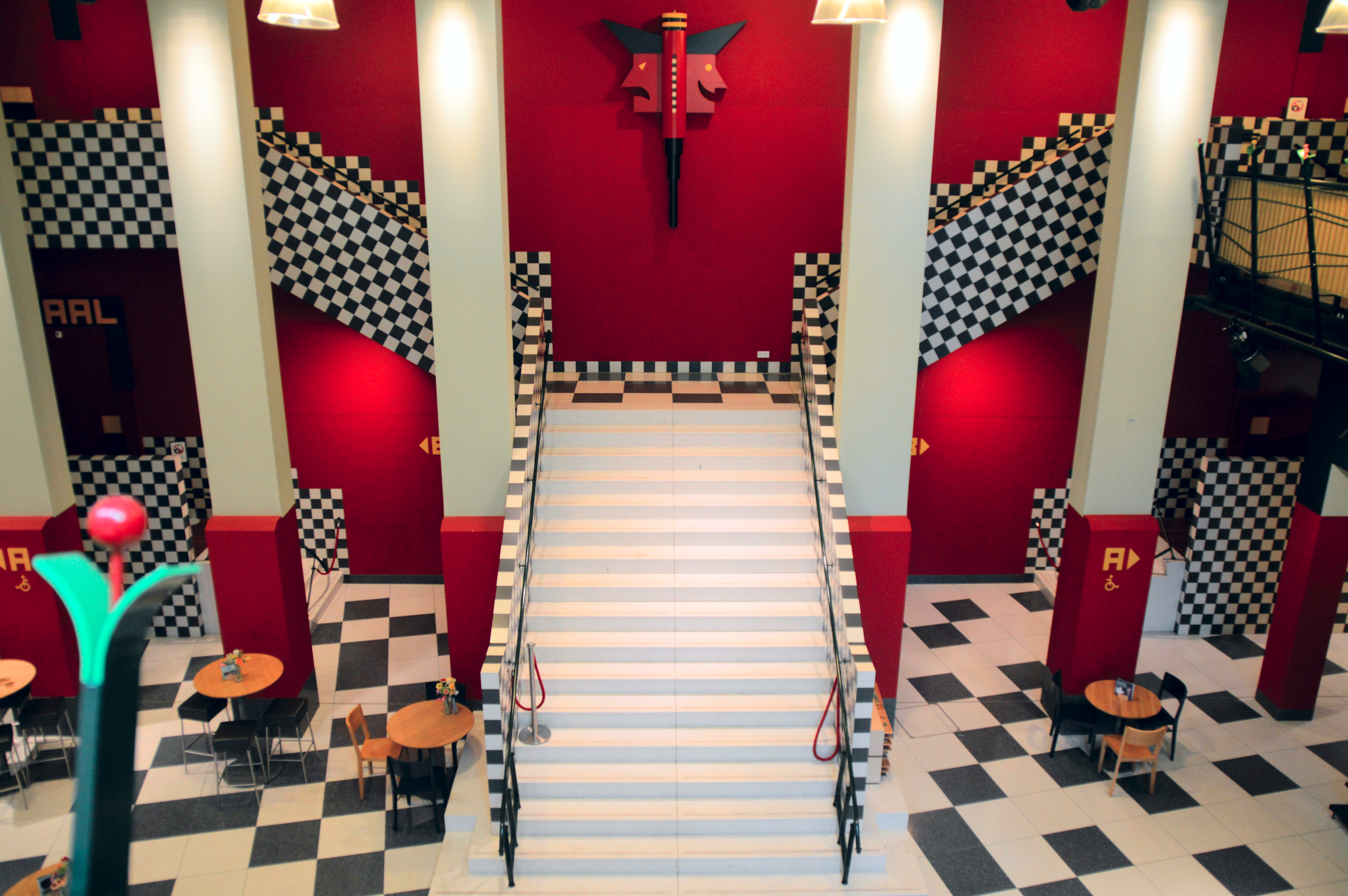
Hal met trappen
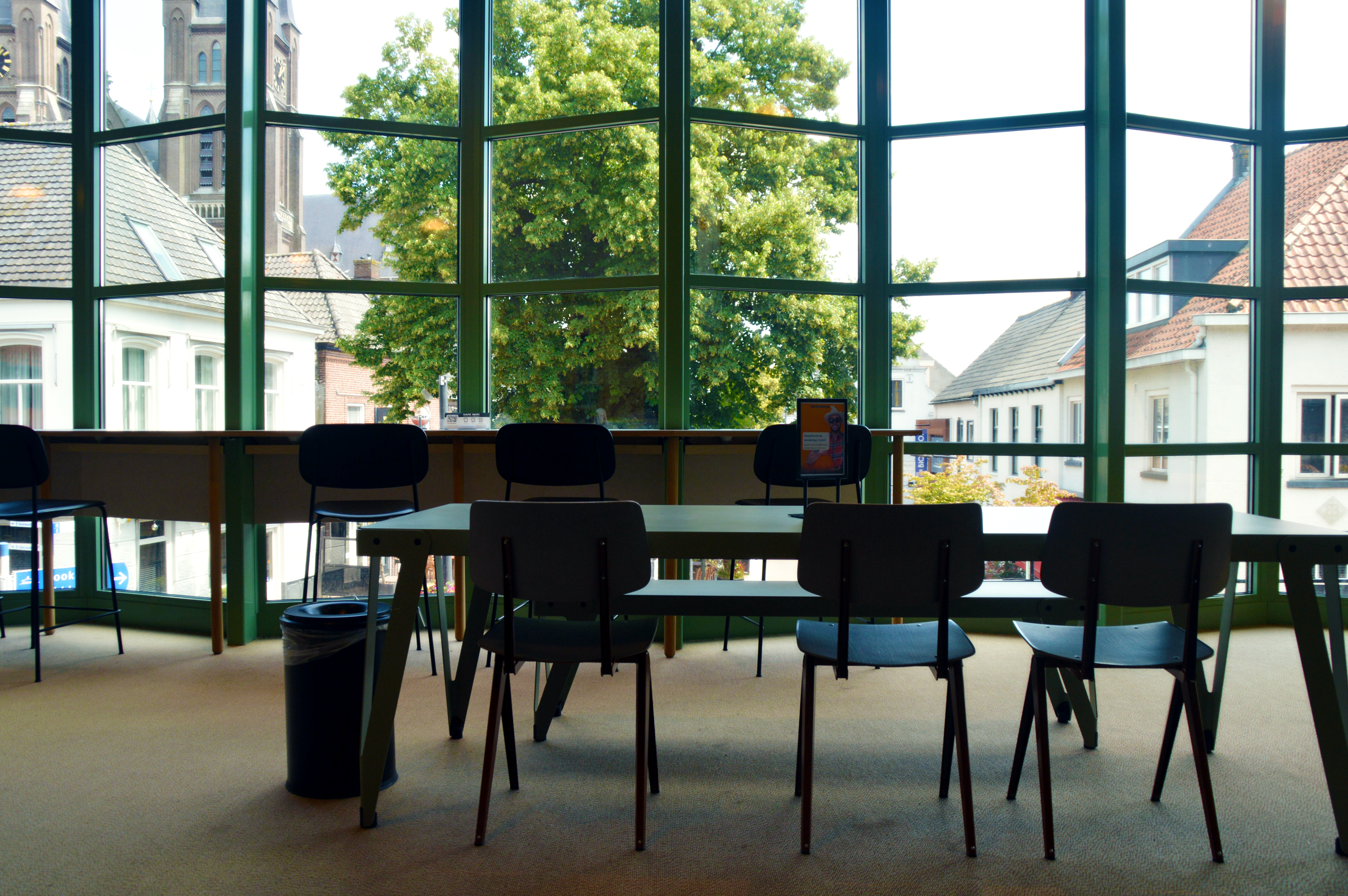
Zitruimte op de tweede etage